# Pool of London

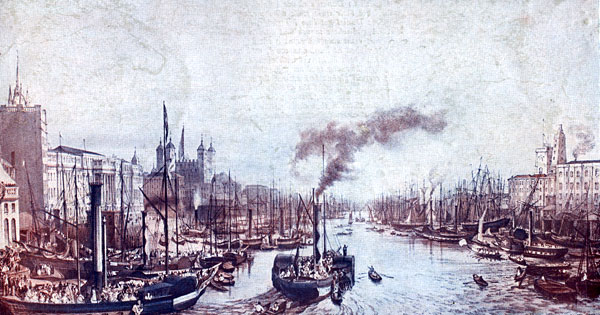
Pool of London 1841

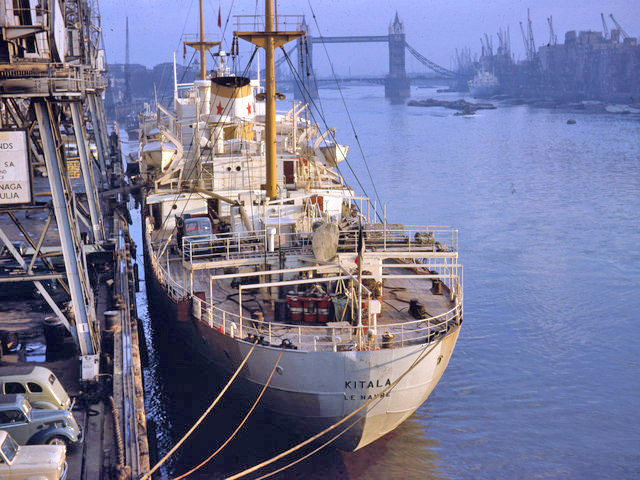
Upper Pool 1962

Der Pool of London ist ein Abschnitt der Themse in London. Er beginnt an der London Bridge und geht flussabwärts bis Rotherhithe. Hier befand sich der ursprüngliche Hafen von London, bis ins 20. Jahrhundert war er kommerziell überlebenswichtig für die Stadt. Der Upper Pool reicht dabei von der London Bridge bis zur Tower Bridge, der Lower Pool von der Tower Bridge bis nach Rotherhithe.
Die Seeschifffahrt nach London endete seit Jahrhunderten an der London Bridge, die eine Durchfahrt von großen Schiffen nicht erlaubte. Im 16. Jahrhundert begannen Schiffe durch den zunehmen Verkehr in der Flussmitte zu ankern und dort auf kleinere Boote zu entladen. Bis ins 18. Jahrhundert war der Pool das am dichtesten befahrene Stück Fluss der Welt geworden. Ende des 18. Jahrhunderts war die Enge im Pool so angewachsen, dass Schiffe dort ankerten, wo sie gerade Platz fanden – und damit fast immer anderen Schiffen den Weg versperrten. Berechnungen von 1798 gingen davon aus, dass sich zu einem beliebigen Zeitpunkt im Schnitt 689 Schiffe mit einer Verdrängung von je 141 Tonnen im Pool befanden. Ein Drittel davon waren Schiffe aus Westindien, die aufgrund ihrer größeren Verdrängung zwei Drittel der Masse stellten. Die immer größer werdenden Schiffe hatten zudem Probleme die tückischen Flussstellen um die Isle of Dogs zu umfahren, um bis zum Pool zu gelangen.
Der Bau neuer Docks weiter flussabwärts entlastete den Pool im 19. Jahrhundert. Der Hafen verlagerte sich dorthin. Auf der Isle of Dogs entstanden die West India Docks. Dennoch war der Pool ein Zentrum der Aktivität. Die Bedeutung seiner Schifffahrt verhinderte den Bau von Themsequerungen östlich der London Bridge. Erst entstanden Tunnel, Ende des 19. Jahrhunderts dann die Tower Bridge als Klappbrücke.
Durch das Aufkommen des Containers und die Veränderungen in der Schifffahrt verloren der Pool und die dort stehenden Docks an Bedeutung. Die neuen großen Schiffe kamen die Themse nicht mehr weit genug hinauf. Seit den 1990ern bemüht sich London mit der Pool of London Partnership um eine Umwidmung der Gegend. Der Versuch, auch den Begriff Pool of London wieder in der Umgangssprache und bei Touristen zu etablieren, war jedoch erfolglos.
Heute befinden sich mehrere Anlegestellen des London River Service am Pool, ebenso wie die Belfast dauerhaft im Pool befestigt ist.